# Липа Феодосія Печерського
Липа Феодосія Печерського — найстаріша липа Києва, що росте на території Києво-Печерської лаври біля дальніх печер. Вік 450 років, обхват стовбура — 5,9 м, висота 18 м.
За легендою, посаджена на початку ХІІ століття одним із засновників Києво-Печерської Лаври, ігуменом Феодосієм на могилі матері. Інша легенда оповідає про ченця, який жив, а потім похований у величезному дуплі дерева. Липа названа на честь Феодосія Печерського. У 2009  році, за підтримки керівництва Києво-Печерської Лаври, липа була вилікувана (запломбовано дупло) фахівцями Київського еколого-культурного центру і в цьому ж році отримала статус ботанічної пам'ятки природи.

## Ресурси Інтернету
- Фотогалерея видатних вікових дерев міста Києва  [Архівовано 12 березня 2012 у WebCite]

## Виноски
1. 1 2   Шнайдер С. Л., Борейко В. Е., Стеценко Н. Ф. 500 выдающихся деревьев Украины. — К.: КЭКЦ, 2011. — 203 с.